# إد تومسون (سياسي أمريكي)
إد تومسون (بالإنجليزية: Ed Thompson)‏ هو شخصية أعمال وسياسي أمريكي، ولد في 25 ديسمبر 1944 في إلروي في الولايات المتحدة، وتوفي في 22 أكتوبر 2011 في توما في الولايات المتحدة بسبب سرطان البنكرياس. حزبياً، نشط في الحزب الجمهوري. وقد انتخب توما.

## وصلات خارجية
- الموقع الرسمي